# Renée Perini-Pagès
Pour les articles homonymes, voir Perini.
Renée Perini, épouse Pagès, née en 1914 à Ajaccio (Corse) et morte en 2005 à Paris 13e, est une militante communiste et résistante française.
Étudiante à Paris, elle participe en 1936 au premier congrès de l'Union des jeunes filles de France fondée par sa sœur Danielle Casanova. Elle est chargée de l'organisation des comités clandestins féminins du Front national de la Résistance et des liaisons entre la Résistance et le PC de Corse.
À la libération de l'île, en 1943, elle devient l'une des premières femmes élues dans un conseil municipal en France métropolitaine, après les sept communistes de 1925.

## Biographie
Renée Constance Perini naît le 22 mars 1914 dans une famille d'instituteurs républicains d'Ajaccio, dont le père, Olivier, était membre du Comité de vigilance des intellectuels antifascistes et sympathisant du Parti communiste. Elle a trois sœurs, dont elle est la cadette, et un frère.

### Engagement étudiant à Paris
À l'instar de ses deux sœurs Danielle Casanova et Emma Choury, elle suit des études de médecine à Paris, et, sous l'influence de la première, s'engage dans le mouvement communiste étudiant. Elle assiste au premier congrès de l'Union des jeunes filles de France fondée en décembre 1936 par sa sœur Danielle et devient secrétaire du Club sportif universitaire.
En 1937, elle épouse Pierre Pagès, secrétaire des Jeunesses communistes (JC) de Paris-Ville et futur résistant.

### Résistance en Corse
Pendant la Résistance, et après la Libération, elle est chargée par le Front national de l'organisation des comités clandestins de femmes, — auquel participe aussi sa sœur — et assure la liaison entre différents avant-postes de la Résistance et le PC. Le dictionnaire du Maitron note qu'en 1942, elle est recherchée par la police.
Pierre Pagès participe lui au triangle de direction communiste de Corse. Danielle, figure des JC, est déportée et meurt en 1943 à Auschwitz. La mémoire locale retient la prétendue participation de Renée Perini à la libération d'Ajaccio avec son époux, son beau-frère Maurice Choury et Arthur Giovoni, tous militants communistes.

### Élection de conseillère municipale
Ajaccio est la première ville de France métropolitaine libérée, le 9 septembre 1943. Au sein du Front national, le Parti communiste parvient à imposer de nouvelles élections dans toute la Corse afin de renouveler l'effectif vichyste. Sous l'influence du PC, les femmes acquièrent le droit de vote et d'élection. À Ajaccio, Renée Perini-Pagès est élue conseillère municipale. Elle siège également à l'assemblée départementale.
Renée Perini-Pagès devient la première femme élue à cette fonction en France métropolitaine, après plusieurs candidates communistes dont les élections avaient été annulées en 1925. Des femmes siégeaient déjà dans les « corps municipaux » de l'État français mais étaient nommées et leur mandat se limitait à « s'occuper des œuvres privées d'assistance et de bienfaisance nationale ».
Cette élection quasi-inédite a, selon l'historien Simon Dell'Asino, des conséquences concrète sur l'avancée pour le droit de vote des femmes. En effet, son retentissement national contribue à affaiblir la position du Comité général d'étude et du Parti radical, qui étaient opposés au droit de vote des femmes au sein du Conseil national de la Résistance (CNR) ; l'élection est félicitée par le journal de l'Union des femmes françaises, organe du PC, mais L'Aurore, autre journal clandestin, refuse de l'évoquer. Le droit des votes des femmes sera finalement tranché au sein de l'Assemblée consultative provisoire réunie à Alger, en dépit des radicaux.

### Après-guerre
Après-guerre, Renée Perini-Pagès devient professeure de mathématiques.
Elle meurt le 17 décembre 2005 dans le 13e arrondissement de Paris. Son corps est incinéré au cimetière du Père-Lachaise le 22 décembre puis ses cendres sont déposées dans le caveau familial de Piana, en Corse. Sa petite-fille, Hélène de Comarmond, est élue maire socialiste de Cachan dans le Val-de-Marne en 2018.

## Reconnaissance
En 2021, une plaque est déposée en son honneur sur l'hôtel de Beauvau, siège du ministère de l'Intérieur. L'initiative revient à la ministre déléguée à la Citoyenneté Marlène Schiappa, afin de « réparer un oubli de l'histoire » qui est le rôle des femmes au sein de la Résistance et dans la démocratie élective. La cérémonie se déroule en présence des responsables corses et communistes et des descendantes de Renée Périni-Pagès,.

## Décoration
Médaille de la Résistance française (décret du 31 mars 1947).